# Knuckles the Echidna
Knuckles the Echidna (en japonès: ナックルズ・ザ・エキドゥナ Nakkurusu Za Ekiduna) és un personatge de la saga de videojocs, còmics i sèrie de televisió "Sonic the Hedgehog". Alguns dels seus malnoms són "Knuckie", "Rad Red", "Knux" i "Knucklehead". El seu creador és el japonès Takashi Yuda.
Knuckles és un equidna vermell que posseeix llargues i afilades pues que s'assemblen a rastes. Té 17 anys, mesura 110 centímetres i pesa 40 quilograms. El seu aniversari és (probablement) el 4 de febrer, la data en la qual aparegué per primera vegada en un videojoc (totes aquests dades són discutibles, segons les diferents versions).
Dos dels seus artells (en anglès knuckles, d'on ve el seu nom) són en realitat punxes afilades. A més, el seu nom deixa constància de la seva ascendència: el clan Knuckles Warrior. És un dels personatges més forts de la saga de Sonic (es diu que és tan fort com Sonic és ràpid). També disposa de l'habilitat de planar atrapant l'aire sota les seves rastes, tot i que en la versió japonesa de la sèrie, no plana, sinó que vola utilitzant la seva energia (ki) per propulsar-se (igual que molts herois dels mites i llegendes orientals). És expert en gran varietat d'arts marcials.